# 2022 WJ1
2022 WJ1 est un astéroïde géocroiseur d'environ un mètre de diamètre ayant heurté la Terre le 19 novembre 2022 à 8 h 32 UTC près des chutes du Niagara et du lac Ontario. Il est le sixième astéroïde détecté et suivi dans l'espace avant sa chute sur Terre.
Avec une magnitude absolue de 33,59, il est au moment de sa découverte l'astéroïde connu avec la plus grande magnitude absolue, dépassant 2008 TS26 (H = 33,2), et donc un des plus petits en taille si ce n'est le plus petit. Pour un albédo compris entre 0,05 et 0,25, sa magnitude absolue équivaut à un diamètre compris entre 0,51 et 1,14 mètre.